# Ideratus cyanipennis
Ideratus cyanipennis là một loài bọ cánh cứng trong họ Cerambycidae.